# Le Livre des illusions
Le Livre des illusions (titre original : The Book of Illusions) est un roman de l'Américain Paul Auster publié en 2002. En épigraphe du livre, une citation de Chateaubriand : L'homme n'a pas une seule et même vie ; il en a plusieurs mises bout à bout, et c'est sa misère. Sur un fond de tragédie, le lecteur est entraîné du Vermont au Nouveau-Mexique en passant par l'Europe, New York et la Californie.

## Résumé
Voilà onze ans, David Zimmer, le narrateur, professeur de littérature dans le Vermont, perd tragiquement sa femme et ses deux fils dans un accident d'avion. Pendant plusieurs mois, il vit dans un brouillard alcoolique, sombrant peu à peu dans la dépression. Et puis un soir, alors qu'il regarde distraitement la télévision, Hector Mann entre dans sa vie. En voyant un extrait d'un vieux film muet de cet acteur mystérieusement disparu en 1929, David rit. C'est la première fois depuis six mois.  D'emblée, l'idée lui vint qu'il pourrait avoir envie de voir l'ensemble de l'œuvre d'Hector Mann. Il trouve un but, un exutoire, il prend conscience qu'il n'est peut-être pas totalement insensible et qu'une parcelle de vie lutte encore en lui. Il consacrera un peu moins d'un an à voir les différents films dispersés à travers les États-Unis, à Londres et à Paris, il affrontera sa peur de l'avion et écrira un livre Le monde silencieux d'Hector Mann.
Peu de temps après la parution de son livre, alors qu'il se lance dans un nouveau projet : la traduction  des Mémoires d'outre-tombe de Chateaubriand, travail qui l'éloigne encore du monde des vivants, il reçoit une lettre d'une femme qui dit être l'épouse d'Hector Mann :«Cher professeur Zimmer, Hector a lu votre livre et souhaiterait vous rencontrer. Cela vous intéresserait-il de nous rendre visite ? Bien à vous, Frieda Spelling (Mrs Hector Mann)».
Tour à tour on découvre une tranche de vie du narrateur et de l’acteur, jusqu’à ce que les deux histoires se mêlent et se confondent. Au moment de l’intrigue principale, David Zimmer vit une tragédie personnelle. La Deuxième Vie d’Hector Mann démarre, elle aussi, par une tragédie suivie d’une longue période d’errance. Cependant, il écrira et réalisera plusieurs longs métrages après avoir quitté Hollywood. Mourant, il est prêt à transgresser le châtiment  qu’il s’était imposé, à savoir ne jamais montrer ses films au public et est disposé à les faire voir à David. Sa femme, Frieda, a pour mission de détruire l’ensemble de son œuvre vingt-quatre heures après son décès. Le temps presse.
Alma Grund, amie du couple, fait le voyage jusque dans le Vermont pour aller chercher David et l’emmener au chevet du mourant. Lors de leur première rencontre, une scène violente se déroule et David explose de colère contre cette femme qui vient brutalement déranger son existence. C’est la roulette russe. Le hasard veut que David vive et apprenne à aimer à nouveau. Il ne le sait pas encore, mais les quelques jours qui vont suivre vont l’obliger à sortir de sa torpeur morbide et à s’engager dans une nouvelle vie. En quelques heures, il assistera en spectateur à la destruction de l’œuvre d’Hector et à la disparition de l’ensemble des protagonistes. Comme si la même histoire devait se répéter à l’infini. Il y réfléchira de longues années avant de la raconter dans le livre des illusions.

## Analyse et commentaire
Ce livre illustre plusieurs thèmes chers à Paul Auster : la fragilité de la vie, les coïncidences, les accidents de parcours, l'errance, le deuil...
Livre à tiroirs, Paul Auster attache une importance à raconter chaque histoire dans le détail et à les ancrer dans une certaine réalité : datation, extraits d'articles de journaux, fragments de lettres, descriptions étoffées des différents films muets d'Hector Mann... Si bien qu'on ne sait plus très bien si Hector Mann est une pure invention ou s'il s'agit d'une biographie réelle.
L'histoire permet de réfléchir sur l'acte de création, tant au travers des personnages, d'Hector qui veut détruire l'ensemble de ses films et du narrateur qui livre l'histoire après son décès, que par l'intervention de Chateaubriand qui ne voulait pas que ses mémoires soient publiées de son vivant.
Ce livre est souvent considéré par la critique comme étant un des meilleurs de Paul Auster. Comme cet extrait de Jacques Tessier le montre : «(...) Paul Auster déploie son immense talent narratif avec une maestria époustouflante. Le livre des illusions est un roman qui fera date dans l’œuvre magistrale de Paul Auster. Si vous ne devez lire qu’un seul roman cette année, lisez celui-ci !»

## Prolongements
Tout au long du récit, Paul Auster fait découvrir quelques-uns de ses écrivains fétiches, ce qui peut amener le lecteur à découvrir d'autres livres :
- Chateaubriand, dont l'œuvre les Mémoires d'outre-tombe est comme un fil conducteur dans le livre;
- La marque de naissance de Nathaniel Hawthorne;
- Bartleby de Herman Melville;
- Dashiell Hammett;
- André Breton.

Dans le septième chapitre du livre, David et Alma visionnent un film d’Hector Mann La Vie intérieure de Martin Frost. C’est l’histoire d’un écrivain qui vient de terminer son deuxième roman Voyage dans le scriptorium (titre qui n’est pas sans rappeler celui d’un autre ouvrage de Paul Auster paru en 2006 Dans le scriptorium) et qui part se reposer dans La Maison de campagne de deux de ses amis. Il y fait la connaissance de la mystérieuse Claire dont il tombe rapidement amoureux…En 2006, Paul Auster reprendra cette idée pour en faire un film du même nom. Film décrié tant par la critique que par le public.